# Azmoos
Azmoos är huvudorten i kommunen Wartau i kantonen Sankt Gallen, Schweiz. 